# Jack Clayton
Jack Clayton (Brighton, East Sussex, Regne Unit, 1 de març de 1921 − Slough, Berkshire, Regne Unit, 26 de febrer de 1995) fou un productor, director i guionista britànic que es va especialitzar en l'adaptació d'obres literàries.

## Biografia
Clayton va començar la seva carrera treballant per als estudis Denham d'Alexander Korda on, arribat com a noi dels encàrrecs, es va convertir progressivament en muntador.
Després d'haver servit en la Royal Air Force durant la Segona Guerra Mundial, va esdevenir productor associat per a diverses pel·lícules de Korda, abans de dirigir el curtmetratge  The Bespoke Overcoat  (1956) basat en l'adaptació teatral (1953) que va fer Wolf Mankowitz de la novel·la de Nikolai Gógol,  L'Abric (1842). Aquesta pel·lícula ressituava l‘acció de la història de Gogol en un magatzem de roba de l'East End de Londres i feia d'un pobre jueu el fantàstic protagonista.
El seu primer llargmetratge va ser Un lloc a dalt de tot, 1959), una acusació severa contra el sistema de classes britànic; la pel·lícula va guanyar dos oscars – entre els quals l'Oscar a la millor actriu atorgat a Simone Signoret - i va valer a Clayton una nominació per l'Oscar al millor director i va ser considerada com una de les pel·lícules punteres del moviment del realisme cinematogràfic a la Gran Bretanya.
Clayton va prosseguir amb el que es convertiria en un clàssic del cinema fantàstic: The Innocents, 1961, una història de fantasmes treta de la novel·la de Henry James Un altre pas de rosca. Clayton llavors va romandre inactiu durant durant diversos anys.
Va realitzar The Pumpkin Eater, 1964, Cada vespre a les nou (Our Mother's House, 1967), després, set anys més tard, una gran producció estatunidenca, l'adaptació homònima de la novel·la de Francis Scott Fitzgerald, El gran Gatsby (1974). La pel·lícula va ser un fracàs i, sens dubte a causa d'això, va caldre esperar nou anys per trobar Clayton darrere la càmera, per a una adaptació de la novel·la de Ray Bradbury, Something Wicked This Way Comes (1983), que va rebre una acollida igualment fluixa.
The Lonely Passion of Judith Hearne, el seu últim llargmetratge (1987), realitzat a la Gran Bretanya, va ser l'ocasió per a Maggie Smith de mostrar tot el seu talent, interpretant el paper d'una noia discutint-se amb el buit de la seva existència. La pel·lícula va suposar finalment a Clayton les primeres crítiques elogioses des de feia nombrosos anys. Va retrobar Smith el 1992, per a un telefilm aquesta vegada: Memento Mori, tret d'una novel·la de Muriel Spark; Clayton en va escriure igualment el guió.

## Filmografia

### Productor
- 1949: The Queen of Spades
- 1952: Moulin Rouge
- 1953: Beat the Devil
- 1954: The Good Die Young
- 1955: I Am a Camera
- 1956: Tres homes en una barca (Three Men in a Boat)
- 1956: Sailor Beware
- 1956: Dry Rot
- 1956: Moby Dick
- 1957: La història d'Esther Costello (The Story of Esther Costello)
- 1958: The Whole Truth
- 1961: The Innocents
- 1967: Our Mother's House

### Director
- 1944: Naples Is a Battlefield (curt)
- 1956: The Bespoke Overcoat (curt)
- 1959: Un lloc a dalt de tot (Room at the Top)
- 1961: The Innocents
- 1964: The Pumpkin Eater
- 1967: Our Mother's House
- 1974: El gran Gatsby (The Great Gatsby)
- 1983: Something Wicked This Way Comes
- 1987: La solitària passió de Judith Hearne
- 1992: Memento Mori (telefilm)

## Premis i nominacions

### Nominacions
- 1959. Palma d'Or per Un lloc a dalt de tot
- 1960. Oscar al millor director per Un lloc a dalt de tot
- 1962. Palma d'Or per The Innocents
- 1964. Palma d'Or per The Pumpkin Eater
- 1967. Lleó d'Or per Our Mother's House

## Anècdotes
- Una vegada que se li va preguntar quina era la seva religió, va respondre: "excatòlic".
- Fins a la seva defunció, va ser el marit de l'actriu israeliana Haya Harareet.